# Рен Ханг
Рен Ханг (кит.: 任航; 30 березня 1987 — 24 лютого 2017) — китайський фотограф і поет.
На початку кар’єри, Рен був відомий здебільшого фотопортретами своїх оголених друзів. Його робота важлива за рахунок репрезентації китайської сексуальності в суворо цензурному суспільстві КНР. За еротичний підтекст його кілька разів заарештовувала влада Китаю. Втім він отримав значну підтримку китайського художника Ай Вейвея, який включив Рена у своє шоу в Нідерландах у 2013 році «Fuck Off 2 The Sequel» і курував виставку фотографа 2014 року в Парижі. «Зображення свіжі, але теж порожні та поверхневі. Вони містять у собі глибокий смуток», — коментував роботи Рена Ай Вейвей. Еротичний, грайливий і невимушений, але водночас провокативний вираз обличчя приніс його фотографіям всесвітню популярність.

## Біографія

### Ранні роки
Рен народився в 1987 році в передмісті Чанчуня провінції Цзілінь на північному сході Китаю.
У 2007 році, нудьгуючи цілими днями за вивченням реклами, він купив фотокамеру і почав знімати своїх друзів. Як фотограф-самоучка, він сказав, що на його стиль фотографії вплинув художник Сюдзі Тераяма.

### Смерть
Рен страждав від депресії. У своєму блозі він опублікував серію щоденникових записів під назвою «Моя депресія», записуючи страх, тривогу та внутрішні конфлікти, які він переживав. 27 січня 2017 року, напередодні китайського нового року, Рен опублікував свій останній пост: «кожного року моє бажання завжди те саме: померти раніше». Рен покінчив життя самогубством 24 лютого 2017 року в Пекіні.

## Роботи

### Фотографія
Рен вперше почав фотографувати своїх сусідів по кімнаті та друзів у 2007 році, знімаючи їх оголеними, коли всі були довкола і шукали нових емоцій. В одному з інтерв'ю він також зізнався: "Я зазвичай знімаю своїх друзів, тому що незнайомці мене нервують".
Рен не вважав свої роботи відвертими: «Я насправді не накладав би табу на свої роботи, тому що я не думаю виключно в культурному чи політичному контексті. Я не розширюю межі навмисно, я просто роблю те, що роблю». Це може пояснити його небажання обмежувати свою роботу зйомками в приміщенні. Він сказав, що для нього не було обраних місць для фото, оскільки він вважав будь-яке місце красивим і гідним зйомки, включаючи рідкісні студії, парки та будинки на вершинах. На фотографіях Рена використовуються оголені групи та сольні портрети чоловіків і жінок, які часто спотворені у важкоповторюваних позах. Наприклад, руки тягнуться до стегон, пеніс плюхається на кавун, низка сідниць що імітують гірський хребет.

### Поезія
У січні 2017 року Рен опублікував свою першу збірку поезій перекладену англійською мовою у видавництві «BHKM», Нью-Йорк, яка містила його вибрані твори з 2007 по 2016 рік під назвою «Слово або два», а також збірку поезій китайською мовою у видавництві «Neurasthenia», Тайвань, яка містила його вірші з 2007 по 2013 рік та називалася «Збірка віршів Рена-Ханга». Ця поезія в основному про його емоції від опису ідеального кохання та життя з коханцями, а також про страх і самотність під час втрати кохання. Емоційна еротична поезія зазвичай складається з декількох коротких рядків, тон яких коливається від жартівливого до чуттєвого та темного.
Рен Ханг також висловив свій гомосексуальний досвід та свою ідентичність у збірці віршів, опублікованій у 2016 році незалежним видавництвом «EDITIONS BESSARD».
Упродовж свого життя він довго боровся з депресією, досвід, який він часто документував на своєму вебсайті у вкладці під назвою «Моя депресія». Тут він занотовував, іноді у формі віршів, свою внутрішню боротьбу з депресією, включаючи часті галюцинації та чуття голосів.

## Стиль і суперечки
Відзначається, що на Рена Ханга великий вплив справило сучасне мистецтво Китаю та Азії, зокрема, японський фотограф і сучасний художник Нобуйоші Аракі, а також японський поет, кінорежисер і фотограф Сюдзі Тераяма.
Рен Ханг в основному працював із простою камерою «мильниця». Він вказував моделям, як розмістити свої тіла, і знімав у швидкій послідовності. Геніталії, груди та ануси не прикривали, але виділяли та підкреслювали реквізитом і великим планом. Кольори були насиченими та контрастними, що посилювало візуальне враження. Це, а також той факт, що всі тіла були стрункими, гнучкими та відносно безволосими, зробили враження від його фотографій більш вражаючим. Його роботи передавали силу естетики, яка протистояла табу та прославляла сексуальність. Хтось  зробив висновок, що це була сучасна форма поетики у візуальному контексті, в якій Рен Ханг висловив теми ідентичності, тіла, кохання, втрати та смерті.
Оголеність не є темою мистецтва, яка може бути широко прийнята китайським старшим поколінням. Роботи Рен Ханга іноді неправильно сприймаються громадськістю як порнографія. Хоча деякі критики писали, що Рен Ханг використовував свої фотографії, щоб кинути виклик китайським культурним нормам сорому щодо наготи, він не вірив, що кидає виклик стереотипам і веде революцію. Для нього оголеність і сексуальність є природними темами, які він використовував у своїй творчості.

## Зовнішні посилання
- Веб-сайт Рена, заархівовано Wayback Machine 5 лютого 2017 року
- Оригінальний вміст веб-сайту Ren у вигляді онлайн-архіву cargocollective.com/renhang
- Яскраві еротичні зображення китайської молоді викликають суперечки (CNN)
- Еротичні зображення, зроблені китайським фотографом, які спровокували сором’язливу до сексу націю піддати його цензурі (Quartz)
- Рен Ханг, відомий і суперечливий китайський фотограф, помер у віці 29 років (PetaPixel)
- «Ren Hang» відзначає творчість китайського фотографа (Cool Hunting; інтерв’ю)